# Terence Morris
Terence Darea Morris (Frederick, 11 gennaio 1979) è un ex cestista statunitense.
Alto 206 cm per 100 kg di peso, ricopriva il ruolo di ala grande.

## Carriera
È stato selezionato dagli Atlanta Hawks al secondo giro del Draft NBA 2001 (34ª scelta assoluta).

## Statistiche

### College
| Anno      | Squadra            | PG  | PT  | MP   | TC%  | 3P%  | TL%  | RP  | AP  | PRP | SP  | PP   |
| --------- | ------------------ | --- | --- | ---- | ---- | ---- | ---- | --- | --- | --- | --- | ---- |
| 1997-1998 | Maryland Terrapins | 32  | 0   | 16,0 | 52,3 | 35,1 | 69,5 | 3,5 | 0,8 | 0,8 | 0,9 | 7,4  |
| 1998-1999 | Maryland Terrapins | 34  | 34  | 29,4 | 55,1 | 35,5 | 82,5 | 7,1 | 1,6 | 1,5 | 2,3 | 15,3 |
| 1999-2000 | Maryland Terrapins | 34  | 34  | 32,4 | 49,3 | 36,5 | 76,1 | 8,6 | 2,4 | 1,6 | 2,1 | 15,8 |
| 2000-2001 | Maryland Terrapins | 36  | 36  | 27,6 | 43,2 | 28,9 | 79,5 | 7,7 | 1,9 | 0,9 | 2,2 | 12,2 |
| Carriera  | Carriera           | 136 | 104 | 26,5 | 49,5 | 33,8 | 78,0 | 6,8 | 1,7 | 1,2 | 1,9 | 12,7 |

### NBA

#### Regular Season
| Anno      | Squadra         | PG  | PT | MP   | TC%  | 3P%  | TL%  | RP  | AP  | PRP | SP  | PP  |
| --------- | --------------- | --- | -- | ---- | ---- | ---- | ---- | --- | --- | --- | --- | --- |
| 2001-2002 | Houston Rockets | 68  | 12 | 16,3 | 38,4 | 19,2 | 64,3 | 3,1 | 0,9 | 0,3 | 0,4 | 3,8 |
| 2002-2003 | Houston Rockets | 49  | 0  | 12,9 | 46,6 | 21,9 | 78,6 | 2,6 | 0,5 | 0,2 | 0,3 | 3,7 |
| 2005-2006 | Orlando Magic   | 22  | 0  | 8,7  | 32,7 | 0,0  | 100  | 1,7 | 0,2 | 0,3 | 0,2 | 1,6 |
| Carriera  | Carriera        | 139 | 12 | 13,9 | 40,7 | 19,6 | 71,1 | 2,7 | 0,7 | 0,3 | 0,4 | 3,4 |

### Eurolega
| Anno       | Squadra          | PG | PT | MP   | TC%  | 3P%  | TL%  | RP  | AP  | PRP | SP  | PP   |
| ---------- | ---------------- | -- | -- | ---- | ---- | ---- | ---- | --- | --- | --- | --- | ---- |
| 2007-2008  | Maccabi Tel Aviv | 25 | 19 | 30,2 | 57,5 | 49,2 | 73,0 | 8,3 | 1,6 | 0,6 | 1,8 | 12,4 |
| 2008-2009  | CSKA Mosca       | 21 | 9  | 20,7 | 52,4 | 50,0 | 52,9 | 4,9 | 1,1 | 0,5 | 1,0 | 6,7  |
| 2009-2010† | Barcellona       | 21 | 11 | 19,8 | 59,1 | 41,5 | 81,0 | 3,8 | 0,6 | 0,8 | 1,0 | 7,1  |
| 2010-2011  | Barcellona       | 20 | 4  | 19,5 | 44,3 | 34,4 | 69,2 | 4,0 | 0,6 | 0,7 | 0,6 | 6,6  |
| Carriera   | Carriera         | 87 | 43 | 22,9 | 54,0 | 43,2 | 70,5 | 5,4 | 1,0 | 0,7 | 1,1 | 8,4  |

## Palmarès

### Squadra
- Campionato russo: 1

CSKA Mosca: 2008-09
- Campionato spagnolo: 1

Barcellona: 2010-11
- Copa del Rey: 2

Barcellona: 2010, 2011
- Supercoppa spagnola: 2

Bercellona: 2009, 2010
- Liga catalana: 1

Barcellona: 2010
- Coppa di Israele: 1

Hapoel Gerusalemme: 2006-07
- Coppa di Lega israeliana: 1

Maccabi Tel Aviv: 2007
- Eurolega: 1

Barcellona: 2009-10
- VTB United League: 1

CSKA Mosca: 2008

### Individuale
- All-Euroleague First Team: 1

Maccabi Tel Aviv: 2007-08